# Nombre 161
El nombre 161 (CLXI) és el nombre natural que segueix el nombre 160 i precedeix el nombre 162.
La seva representació binària és 10100001, la representació octal 241 i l'hexadecimal A1.
La seva factorització en nombres primers és 7×23; altres factoritzacions són 1×161 = 7×23.
Es pot representar com a la suma de cinc nombres primers consecutius: 23 + 29 + 31 + 37 + 41 = 161; és un nombre 2-gairebé primer: 7 × 23 = 161.

## En altres dominis
- És el cinquè nombre nombre de Cullen